# Cathédrale de Coni
La cathédrale de Coni ou cathédrale Sainte-Marie del Bosco (en italien : Duomo di Cuneao ou cattedrale di Santa Maria del Bosco), est une cathédrale catholique de rite latin située à Coni, en Italie, dans le Piémont. Il s'agit de la cathédrale du diocèse de Coni-Fossano.

## Architecture

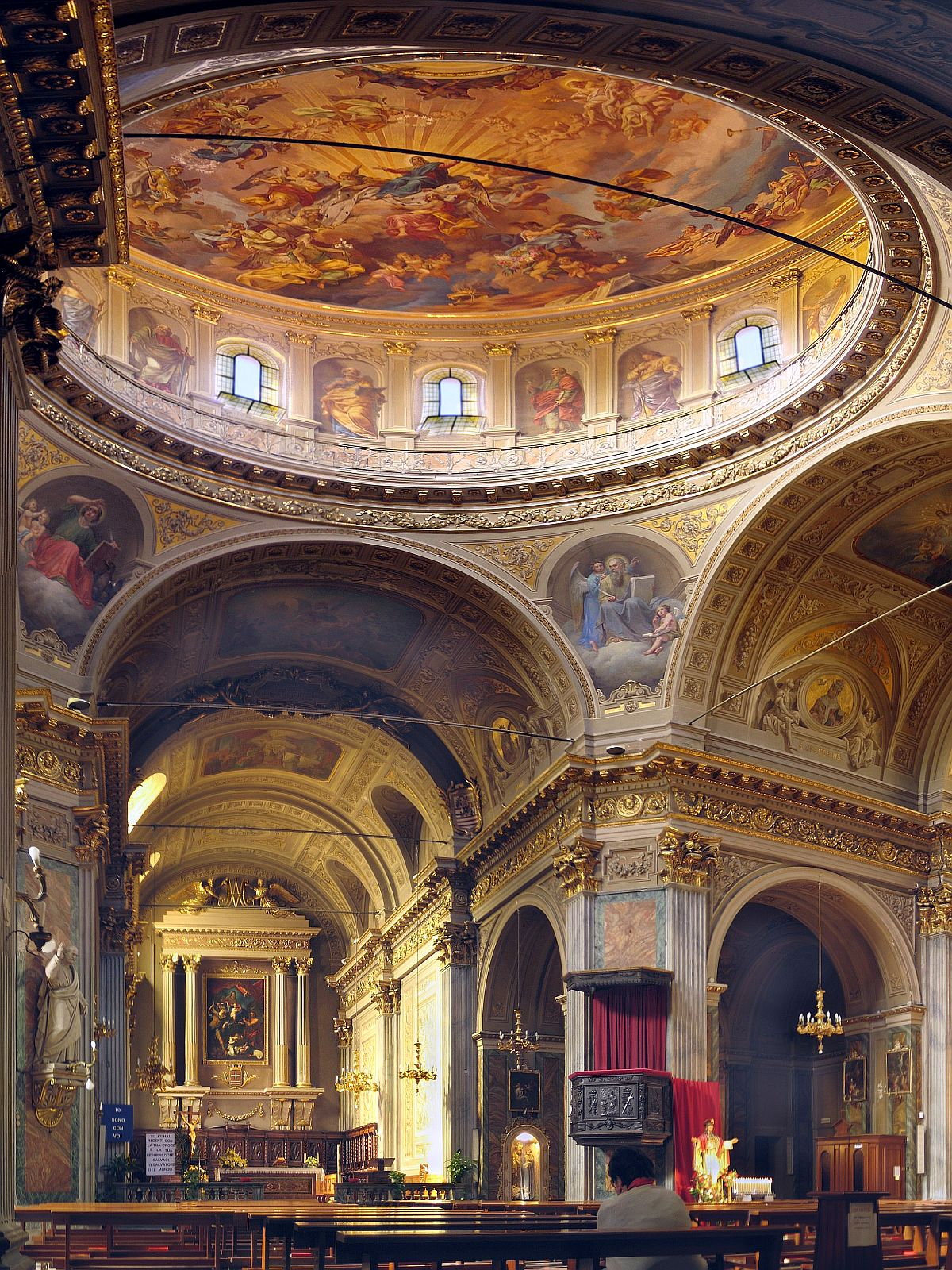
L'intérieur